# Madame Tutli-Putli
Madame Tutli-Putli ist ein kanadischer animierter Kurzfilm von Chris Lavis und Maciek Szczerbowski aus dem Jahr 2007.

## Handlung
Madame Tutli-Putli steht in rotem Kleid, Perlenkette, mit schwarzen Pumps und Hütchen und ihrer gesamten Habe am Bahnhof. Fast scheint es, als haben sich sämtliche Erinnerungen und Erinnerungsstücke mit ihr versammelt, eine kleine Motte schwirrt um sie herum, und bald darauf trifft der Zug ein. Wenig später ist Madame Tutli-Putli mit ihrer Habe in einem nun völlig überfüllten Abteil. Ihr gegenüber sitzt ein Mann, den sie als einst jungen Tennisspieler kannte, und der ihr obszöne Andeutungen macht. Ein alter Mann schläft, ein Junge liest ein Buch. Im Gepäcknetz sitzen zwei Männer und spielen Schach, wobei die Figuren durch die unruhige Fahrt des Zuges immer neu gesetzt werden und das Spiel sich so automatisch entwickelt, bis einer der beiden Spieler verliert.
Der Zug hält plötzlich auf offener Strecke, als ein Steinbrocken auf den Schienen die Weiterfahrt verhindert. Madame Tutli-Putli bekommt plötzlich Angst, als sie ein Schild im Zug sieht, das vor Taschendieben warnt. Tatsächlich bewegt sich jemand den Gang entlang und wenig später strömt grünes Gas ins Abteil. Als Madame Tutli-Putli erwacht, ist ihr Abteil leer. Ihre gesamte Habe ist verschwunden und auch die Passagiere. Sie hat eine Vision, in der dem Tennisspieler von den Wesen, die den Zug angehalten haben, der Bauch aufgeschnitten und Organe entfernt wird. Verwirrt eilt sie aus dem Abteil und durch den Zug, durchquert verschiedene menschenleere Abteile und öffnet zahlreiche Türen. Im leeren Speisesaal bricht sie zusammen. Plötzlich erkennt sie im Saal die kleine Motte wieder und der Anblick gibt ihr Kraft, aufzustehen. Sie folgt dem Tier, bis sie mit gleißendem Licht verschmilzt und scheinbar selbst ein geflügeltes Wesen wird.

## Produktion
Madame Tutli-Putli war das Filmdebüt von Chris Lavis und Maciek Szczerbowski. Beide arbeiteten von 2002 bis 2007 an dem in Stop-Motion animierten Film. Unter anderem fuhren beide für rund einen Monat im Norden Kanadas mit der VIA Rail Canada. Rund ein Jahr wurde für die Arbeit an Set und Puppen verwendet. Weitere zwei Jahre dauerte die eigentliche Stop-Motion-Arbeit.
Erstmals in der Geschichte des Animationsfilms besaßen die Puppen „echte“ Augen, die digital eingefügt wurden. Die als „groundbreaking“ (bahnbrechend, innovativ) gelobte Neuerung ging auf Maler Jason Walker zurück, der für die Visual Effects des Films zuständig war.
Der Film erlebte im Mai 2007 auf den Internationalen Filmfestspielen von Cannes 2007 seine Premiere.

## Auszeichnungen
Auf der Cinanima gewann der Film 2007 den Grand Prize und erhielt 2008 einen Genie Award in der Kategorie „Bester animierter Kurzfilm“.
Madame Tutli-Putli war 2008 für einen Oscar in der Kategorie „Bester animierter Kurzfilm“ nominiert, konnte sich jedoch nicht gegen Peter und der Wolf durchsetzen.